# هارد راک
هارد راک (انگلیسی: hard rock) یا هوی راک (انگلیسی: heavy rock) یکی از زیرشاخه‌های سنگین‌تر موسیقی راک است که مشخصهٔ آن، آواز خشن‌تر و گیتارهای الکتریکی اعوجاج‌یافته است. هارد راک در میانهٔ دههٔ ۱۹۶۰ با جنبش‌های گاراژ، سایکدلیک و بلوز راک آغاز شد. برخی از نخستین موسیقی هارد راک به‌وسیلهٔ کینکس، د هو، رولینگ استونز، کریم، وانیلا فاج، و جیمی هندریکس پدید آمدند. در اواخر دههٔ ۱۹۶۰ نیز گروه‌هایی مانند لد زپلین و دیپ پرپل موسیقی هارد راک اجرا کردند.
این ژانر در دههٔ ۱۹۷۰ به جزو مهمی از موسیقی عامه‌پسند تبدیل گردید و در کنار دِ هو، لد زپلین و دیپ پرپل، هنرمندان و گروه‌های دیگری مانند بلک سبث، آلیس کوپر، ایروسمیث، کیس، کوئین، ای‌سی/دی‌سی، ثین لیزی و ون هیلن ظهور کردند. در طول دههٔ ۱۹۸۰، برخی از گروه‌های هارد راک از ریشه‌های هارد راک خود فاصله گرفتند و بیشتر به سوی پاپ راک متمایل شدند. گروه‌های مطرح در میانهٔ دهه ۱۹۸۰ به این ژانر بازگشتند و هارد راک در این دهه با گروه‌های گلم متال پرطرفداری مانند ماتلی کرو، بون جووی و دف لپارد و همچنین آوای ملایم گانز ان روزز به اوج موفقیت تجاری خود رسید.
با موفقیت تجاری آراندبی، هیپ هاپ، پاپ اربن، گرانج و سپس‌تر بریت‌پاپ در دههٔ ۱۹۹۰، هارد راک رفته رفته محبوبیت خود را از دست داد. با وجود این، بسیاری از گروه‌های پست‌گرانج آوای هارد راک را در آثار خود جای دادند و دههٔ ۲۰۰۰ شاهد علاقه مجدد به گروه‌های مطرح، تلاش‌ها برای احیای مجدد این ژانر و نیز ایجاد گروه‌های هارد راک جدید بود. در دهه ۲۰۰۰، تنها چند گروه هارد راک مربوط به دههٔ ۱۹۷۰ و ۱۹۸۰ توانستند همچنان کار موسیقایی بسیار موفقی داشته باشند.

## مشخصات موسیقایی
هارد راک بدون شک تحت تأثیر موسیقی بلوز قرار داشته است. در این سبک از گام پنتاتونیک به وفور استفاده می‌شود که در بلوز هم بسیار پرکاربرد است. برخلاف جریان غالب بر بلوز آکوستیک، هارد راک از سازهای مدرن‌تری استفاده می‌کند همانند گیتار الکتریک و گیتار باس و درامز. نکته مشخص جدایی هارد راک از بلوز در استفاده از آکوردهاست، برخلاف بلوز در هارد راک از آکوردهای ماژوری که ریشه در گام مینور دارند استفاده می‌شود.

## گروه‌ها و افراد تأثیرگذار

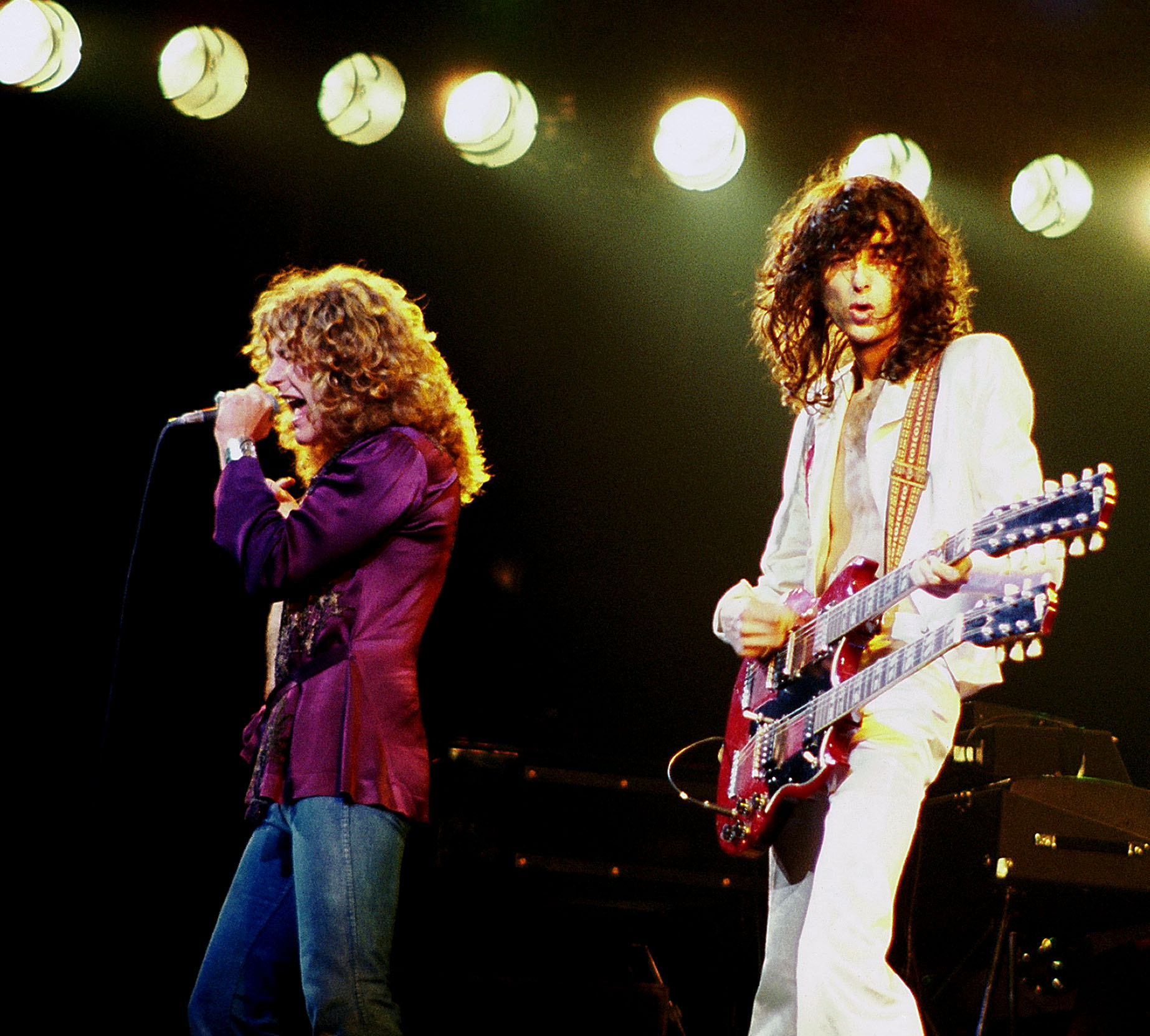
جیمی پیج و رابرت پلنت که اعضای یک گروه هاردراک انگلیسی بوده‌اند.

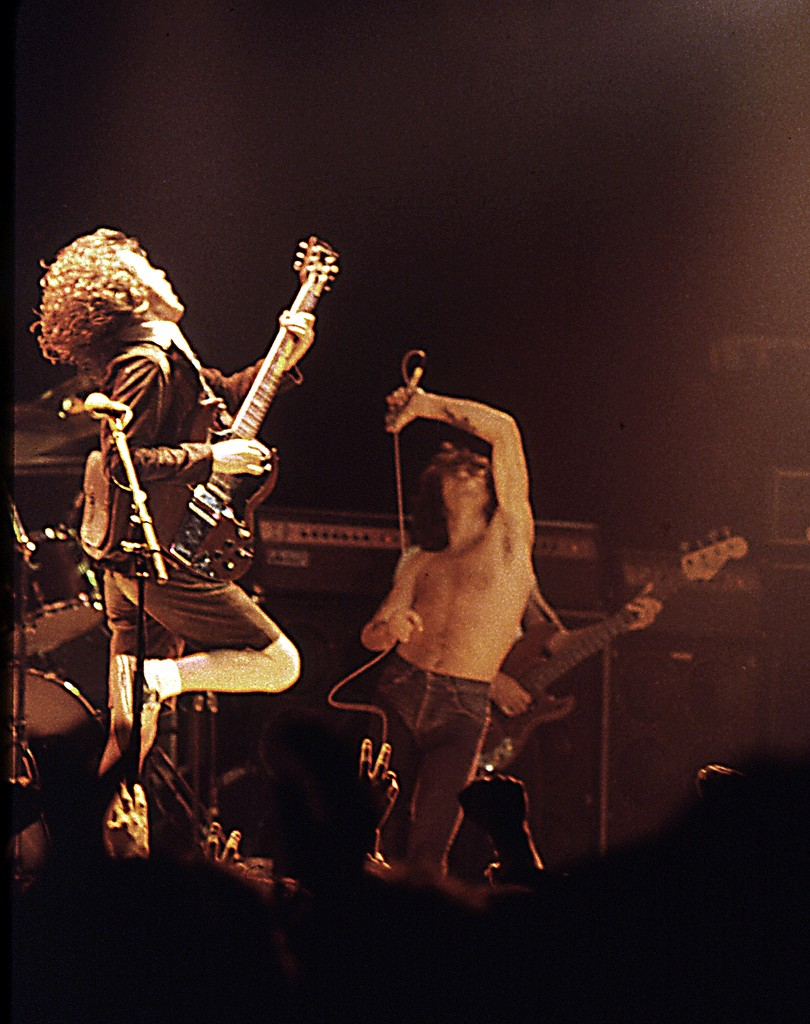
ای سی دی سی در سالن اولستر، بلفاست. آنگوس یانگ (چپ) و بون اسکات (راست).

در ابتدای پدید آمدن هارد راک گروه‌های چون د هو و د یاردبِردز و بیتلز تأثیر به سزایی در این سبک داشتند. همان‌طور که گفته‌شد بلوز تأثیر بسیاری در موسیقی راک داشت. گروه‌های راک آمریکایی و انگلیسی شروع به سنگین تر کردن اصوات و ریف‌های گیتار کردند و همچنین صدای درامز حجیم‌تر شد و خواننده‌ها با صدای بلندتری چون فریاد می‌خواندند. از مهم‌ترین گروه‌های هارد راک می‌توان از ای سی/دی سی، گانز ان روزز، لد زپلین، دیپ پرپل و کیس نام برد و تأثیر نوازندگان و خوانندگانی چون بان اسکات، جیمی پیج، ریچی بلکمور، اریک کلپتن، اکسل رز، جیمی هندریکس در ساخت این سبک بسیار مهم است.

## تاریخچه

### آغاز (دههٔ ۶۰ میلادی)
گروه‌های راک آمریکایی و بریتانیایی با ایجاد تغییرهایی در موسیقی راک اند رول و افزودن عناصری هم‌چون صدای خشن‌تر، ریف‌های گیتار سنگین‌تر، کوبنده‌تر کردن نوای درامز و تقویت صدای خواننده اولین تلاش‌ها در شکل‌گیری هارد راک را آغاز کردند. نمونه‌های اولیهٔ آثار پدیدآمده از دل این جریان «Born to be Wild» از استپن‌ولف، «You Really Got Me» از د کینکس، «Happenings Ten Years Time Ago» از د یاردبردز و «My Generation» د هو بودند. در همان دوره جیمی هندریکس گونه‌ای موسیقی بلوز تأثیرگرفته از سایکدلیک راک را خلق کرد که با تلفیق عناصری از جَز، بلوز و راک اند رول منجر به پیدایش یک فرم موسیقایی بدیع شد. او به همراه دیو دیویس از د کینکس، اریک کلپتن از گروه کریم، جیمی پیج، پیت تاوسند و جف بک از د یاردبردز اولین گیتاریست‌هایی بودند که به استفاده از افکت‌های جدید مانند فیزر، آدیو فیدبک و دیسترشن روی‌آوردند.
هارد راک در اواخر دههٔ ۶۰ میلادی با گروه‌هایی هم‌چون د هو، دیپ پرپل، آیرن باترفلای، بلو چیر و لد زپلین ظهور کرد. موسیقی آن‌ها ترکیبی از راکهای اولیه و صداهای سنگین‌تر شدهٔ بلوز راک و اسید راک بود که در این میان گروه لد زپلین با نفوذ و خلاقیت چشمگیر خود در تمام جنبه‌های موسیقی راک از جمله نوازندگی درام، نوازندگی بیس گیتار، لید گیتار و صدای خواننده و ترانه‌های حماسی به مهم‌ترین گروه هارد راک تاریخ تبدیل شد. دیپ پرپل با آلبوم‌های Shades of Deep Purple ‎(۱۹۶۸)‎، The Book of Taliesyn ‎(۱۹۶۸)‎ و Deep Purple ‎(۱۹۶۹)‎، کمک شایانی به پیشرفت این سبک کرد و البته آلبوم چهارم آن‌ها به نام In Rock که در سال ۱۹۷۰ منتشر شد متمایزترین اثر آن‌ها در این مسیر به‌شمار می‌آید. اولین آلبوم لدزپلین با نام لدزپلین (۱۹۶۹) و اولین آلبوم لایو گروه د هو با نام لایو در لیدز (۱۹۷۰) نمونه‌های دیگری از اولین آثار هارد راک هستند. اصالت بلوزی این آثار کاملاً هویداست و در این آلبوم‌ها چندین اثر از هنرمندان شاخص بلوز یا بازخوانی شده‌اند یا از آن‌ها در ساخت آهنگ‌ها اقتباس شده است.

### دورهٔ اول (دههٔ ۷۰ میلادی)
آلبوم سوم لدزپلین با نام لدزپلین ۳ که در سال ۱۹۷۰ منتشر شد نسبت به آلبوم دوم گروه، بیشتر به فولک راک گرایش داشت اما سنگینی موسیقی قبلی‌شان هم در آن حفظ شده بود. سال ۱۹۷۱ با انتشار آلبوم تحسین‌شدهٔ Who's Next از گروه دِ هو همراه بود. آلبوم سوم دیپ پرپل هم که با نام Machine Head در سال ۱۹۷۲ منتشر شد از تلاش‌های هنرمندان راک این دوره در جهت گسترش هارد راک به‌شمار می‌آید. از این اثر به عنوان یکی از اولین آلبوم‌های هوی متال گروه دیپ پرپل هم یاد می‌شود که البته بعضی از اعضای گروه این عنوان را برای Machine Head نمی‌پذیرند. دو آهنگ «ستارهٔ بزرگراه» و «دود بر فراز آب» از آهنگ‌های موفق این آلبوم هستند. محبوبیت آهنگ «دود بر فراز آب» نزد هواداران به اندازه‌ای است که بسیاری، ریف ابتدای آهنگ را که از ۴ پاورکورد تشکیل شده به عنوان شناسهٔ موسیقایی دیپ پرپل می‌شناسند.
گروه اسکاتلندی نازارث در پرفروش‌ترین آلبوم‌شان با نام موی سگ (۱۹۷۵) هارد راک را با عناصر تجاری درهم آمیختند و این آلبوم به منشأ الهام گروه‌های دیگر تبدیل شد.
طی دههٔ ۷۰ میلادی، هارد راک به شاخه‌های دیگر موسیقی سرایت کرد. الیس کوپر در سال ۱۹۷۲ با آلبوم پرفروش School's Out این سبک نوظهور را را در مرکز توجه بازار موسیقی قرار داد. در سال‌های بعد گروه‌هایی مثل کوئین، اروسمیث و مانتروز در آلبوم‌های آغازین‌شان، هرکدام روایتی متفاوت از هارد راک را به مخاطب‌ها ارائه کردند. در سال ۱۹۷۴ یکی دیگر از گروه‌های نامدار این سبک به‌نام بد کمپانی در انگلستان ظهور کرد و این با انتشار سومین آلبوم گروه کویین با نام Sheer Heart Attack هم‌زمان بود. آهنگ «Stone Cold Crazy» از این آلبوم در سال‌های بعد منشأ الهام گروه‌های ترش متال مانند مگادث و متالیکا شد. کوئین شیوهٔ جدیدی از چیدمان آواز و گیتار در موسیقی راک را ارائه کرد که مخلوطی بود از هارد راک با گلم راک، هوی متال، پراگرسیو راک و گاهی هم اپرا. در اواسط دههٔ ۷۰ گروه‌های مهم دیگری مانند کیس و راش هم ظهور کردند و با پیوستن به جریان ایجاد شده به گسترش هارد راک کمک کردند. البته گروه راش بعد از سه آلبوم اول‌شان بیشتر به پراگرسیو راک متمایل شدند.